# Paul Humphrey
Paul Humphrey (* 12. října 1935) je americký jazzový bubeník. Narodil se v Detroitu a ve svých osmi letech začal hrát na klavír, od kterého však později přešel k bicím. Studoval na Námořní akademii a po návratu z vojenské služby hrál s kytaristou Wesem Montgomerym. Během své kariéry spolupracoval s mnoha hudebníky, mezi které patří například Mel Brown, Frank Zappa, Richard „Groove“ Holmes, Geoff Muldaur, Kenny Burrell a Marvin Gaye. V letech 1976 až 1982 hrál v orchestru v televizním pořadu Lawrence Welka.